# Talinga-bwisi
Pour les articles homonymes, voir Bwisi.
Le talinga-bwisi est une langue bantoue parlée en Ouganda (bwisi) et en République démocratique du Congo (talinga). Elle est différente du bwisi parlé en République du Congo et au Gabon.

## Écriture
| a | aa | b | bb | bh | c  | d | dh | e | ee | f | g | gb | gh | h | i  | ii | i̱ | i̱i̱ | j |
| k | kp | l | m  | n  | ny | o | oo | p | r  | s | t | u  | uu | u̱ | u̱u̱ | v  | w | y  | z |